# マルセロ・オリヴェイラ・フェレイラ
マルセロ・オリヴェイラ（Marcelo Oliveira）ことマルセロ・オリヴェイラ・フェレイラ（ポルトガル語: Marcelo Oliveira Ferreira、1987年3月29日 - ）は、ブラジルの元サッカー選手。現役時代のポジションはDF。

## クラブ歴
2006年にSCコリンチャンス・パウリスタからパウリスタFCにレンタルされプロデビュー。2007年6月に復帰したコリンチャンスでプロ初得点を記録。しかし8月8日のカンピオナート・ブラジレイロ・セリエAのグレミオFBPA戦で負傷しシーズンの残りを棒に振った。2010年にはグレミオ・バルエリに、2011年にはアトレチコ・パラナエンセに期限付き移籍した。
2012年にクルゼイロECに加入。2013年2月4日にはルアンと交換でSEパルメイラスに年末まで期限付き移籍した。その後レンタル期間が2014年末までに延長された。
2015年にグレミオFBPAに完全移籍。

## タイトル
コリンチャンス
- カンピオナート・ブラジレイロ・セリエB: 2008
- コパ・ド・ブラジル: 2009
- カンピオナート・パウリスタ: 2009

パルメイラス
- カンピオナート・ブラジレイロ・セリエB: 2013

グレミオ
- コパ・ド・ブラジル: 2016
- コパ・リベルタドーレス: 2017
- レコパ・スダメリカーナ: 2018
- カンピオナート・ガウショ: 2018, 2019, 2020